# Jean-François Pescheux
Jean-François Pescheux (* 21. März 1952 in Nemours) ist ein ehemaliger französischer Radrennfahrer.

## Sportliche Laufbahn
Pescheux war im Straßenradsport und im Bahnradsport aktiv. Als Amateur startete er für den Verein Athletic Club de Boulogne-Billancourt. 1975 wurde er Zweiter im Rennen Paris–Tours Espoirs.
Von 1976 bis 1981 war er Berufsfahrer. 1977 war er im Grand Prix de Fougères erfolgreich. 1979 gewann er das Eintagesrennen Nizza–Alassio und eine Etappe im Circuit Cycliste Sarthe, 1980 eine Etappe bei den 4 Jours de Dunkerque.
1980 wurde er Dritter in der Tour de l’Oise. 1977 kam er im Distanzrennen Bordeaux–Paris auf den 4. Rang.
In der Tour de France war er dreimal am Start. 1978 beendete er die Rundfahrt nicht. 1979 wurde er 73. und 1981 88.
Auf der Bahn wurde er 1976 und 1978 Dritter der nationalen Meisterschaft im Sprint.

## Berufliches
Ab 1982 war Jean-François Pescheux für die Organisation der Tour de France (Amaury Sport Organisation (A.S.O.)) tätig. Von 2005 bis 2013 war er stellvertretender Renndirektor unter der Leitung von Christian Prudhomme. 2017 übernahm er die Leitung der französischen Armeeauswahl im Straßenradsport.